# Petroleros de México
Los Petroleros de México fue un equipo que participó en la Liga Mexicana de Béisbol con sede en la Ciudad de México, México.

## Historia
Los Petroleros participaron durante una temporada en la Liga Mexicana de Béisbol, debutó para la campaña de 1937 donde pasó a formar parte de la recién creada Zona Sur, donde terminó en sexto lugar con 5 ganados y 18 perdidos a 14 juegos y medio del primer lugar. El siguiente año el equipo desapareció al reducir el número de equipos de la liga de 12 a 8, fue la única ocasión en que el equipo participó en la Liga.

## Estadio
Los Petroleros de México tuvieron como casa el Parque Delta con capacidad para 20,000 espectadores.

## Jugadores

### Roster actual
Por definir.

### Jugadores destacados
- Carlos Galina.[2]

### Números retirados
Ninguno.

### Novatos del año
Ninguno.

### Campeones Individuales

#### Campeones Bateadores
| Año | Nombre  | Porcentaje |
| --- | ------- | ---------- |
| NA  | Ninguno | NA         |

#### Campeones Productores
| Año | Nombre  | Producidas |
| --- | ------- | ---------- |
| NA  | Ninguno | NA         |

#### Campeones Jonroneros
| Año  | Nombre        | Jonrones |
| ---- | ------------- | -------- |
| 1937 | Carlos Galina | 6        |

#### Campeones de Bases Robadas
| Año | Nombre  | Bases |
| --- | ------- | ----- |
| NA  | Ninguno | NA    |

#### Campeones de Juegos Ganados
| Año | Nombre  | Récord |
| --- | ------- | ------ |
| NA  | Ninguno | NA     |

#### Campeones de Efectividad
| Año | Nombre  | Porcentaje |
| --- | ------- | ---------- |
| NA  | Ninguno | NA         |

#### Campeones de Ponches
| Año | Nombre  | Ponches |
| --- | ------- | ------- |
| NA  | Ninguno | NA      |

#### Campeones de Juegos Salvados
| Año | Nombre  | Juegos |
| --- | ------- | ------ |
| NA  | Ninguno | NA     |